# Der Feuergott der Marranen
Der Feuergott der Marranen ist ein Buch des russischen Schriftstellers Alexander Wolkow. Die Erzählung erschien im Jahre 1968 unter dem Originaltitel „Огненный бог Марранов“ in Moskau und ist der vierte Band der Smaragdenstadt-Reihe. Die Illustrationen stammen, wie schon bei den drei vorangegangenen Büchern, von Leonid Wladimirski. Übersetzer der lange verwendeten deutschen Fassung ist Lazar Steinmetz.

## Handlung
Der gestürzte Urfin Juice kann sich mit seiner Niederlage nicht abfinden und sinnt deshalb auf eine Möglichkeit, wieder die Macht zu übernehmen. Sieben Jahre nach seinem Sturz beobachtet er einen Kampf zwischen zwei Riesenadlern. Der Adler Karfax verliert den Kampf und wird von Urfin gepflegt. Aus Gesprächen mit dem Adler erfährt er Einzelheiten aus dem Leben der Riesenadler. Diese leben in einem abgelegenen Teil des Zauberlandes und wissen nichts von den Angelegenheiten der Menschen. Deshalb hat Karfax auch keine Ahnung von dem Aufstieg und Fall Urfins. Dieser sieht in dem Adler eine willkommene Hilfe bei der Rückeroberung der Macht. Durch eine Manipulation des rückständigen Volkes der Marranen wird er von diesen als Feuergott anerkannt und kann sie zum Krieg gegen ihre Nachbarn überreden. Als Karfax erkennt, welche Interessen Urfin verfolgt, wendet er sich von ihm ab und verlässt den selbsternannten Feuergott. Infolge der starken Kampfkraft seiner Armee gelingt Urfin eine rasche Rückeroberung der Macht. Er kann die Herrscher des Violetten Landes und der Smaragdenstadt, den Eisernen Holzfäller und den Weisen Scheuch, gefangen nehmen.
Auch in Kansas haben sich in den vergangenen sieben Jahren viele Dinge verändert. Elli und ihr Cousin Fred studieren. Elli möchte Lehrerin und Fred Ingenieur werden. Während ihres dritten Aufenthalts bekam Elli eine kleine Schwester, Ann. Aufgrund der vielen Erzählungen der älteren Schwester möchten Ann und ihr Freund Tim O’Kelli das Zauberland selbst einmal kennenlernen. Fred stellt zu diesem Zweck zwei mechanische Maultiere her, die über Sonnenbatterien verfügen. Die Kinder machen sich mit den Maultieren auf den Weg ins Zauberland. Begleitet wurden sie auf dieser Reise von dem Hund Arto, einem Enkel von Ellis Begleiter Toto. Nach vielen überstandenen Gefahren kommt das Trio im Zauberland an. Dort erfahren sie, dass Urfin wieder die Macht an sich gerissen hat. Als die Kinder dies hören, entschließen sie sich, Urfin zu stürzen. Es gelingt Ann und Tim, den Weisen Scheuch und den Eisernen Holzfäller zu befreien. Sie ziehen in das Violette Land, um die Herrschaft der Marranen zu beenden. Dort angekommen stellen die Freunde fest, dass die unterdrückten Zwinkerer bereits wieder frei sind. Die sportversessenen Marranen lernen Tims Lieblingsspiel Volleyball kennen. 
In der Zwischenzeit ist Urfin beunruhigt über die Geschehnisse. Zuerst reißt die Verbindung in das Violette Land ab und dann verschwinden seine wichtigsten Gefangenen. Durch einen Spion erfährt er von den Vorgängen im Violetten Land und beschließt, es zurückzuerobern. Zu diesem Zweck versammelt er seine Marranen-Armee und erzählt ihr, die Zwinkerer hätten einen Marranen-Trupp abgeschlachtet. Dergestalt in Wut versetzt, schwören die Marranen Rache und ziehen mit Urfin in das Violette Land. Dort findet gerade ein Volleyballspiel statt, und die Armee erkennt unter den Spielern ihre angeblich abgeschlachteten Kameraden. Erst jetzt durchschauen sie den selbsternannten Feuergott und bereiten seiner Herrschaft ein Ende. Nach dem Sturz Urfins kehren Ann, Tim und Arto auf dem Rücken ihrer Maultiere nach Hause zurück.

## Hörspiel
Zu diesem Buch gibt es ein Hörspiel:
Der Feuergott der Marranen. Regie: Paul Hartmann, MC, ISBN 3-82-910327-1
Eine Hörbuchversion erschien 2008:
- Der Feuergott der Marranen, gelesen von Katharina Thalbach, Jumbo Neue Medien, 2CD, ISBN 978-3-8337-2086-4